# Hwang Dong-hyuk
Hwang Dong-hyuk (em hangul: 황동혁: 황동혁; nascido em 26 de maio de 1971) é um diretor de cinema, produtor e roteirista sul-coreano. Ele é mais conhecido por criar a série de Drama de sobrevivência da Netflix, Squid Game (2021-presente) e o filme de Drama de crime Silenced (2011). 
Devido ao sucesso de Squid Game (Round 6), a Netflix trouxe os filmes anteriores de Hwang, Silenced, Miss Granny e The Fortress, para o serviço nos Estados Unidos e em outros países. Hwang ganhou um Emmy de Melhor Direção em Série Dramática em 2022 pela direção do episódio de Squid Game "Red Light, Green Light", tornando-se o primeiro sul-coreano a ganhar um Emmy nessa categoria. Hwang recebeu a Ordem Geumgwan de Mérito Cultural do Presidente Yoon Suk Yeol, que é a mais alta condecoração concedida àqueles que contribuíram para a cultura e as artes.

## Vida e educação precoce
Hwang Dong-hyuk nasceu e cresceu em Ssangmun-dong, Seul, Coreia do Sul; ele se imergiu no mundo do Manhwa e mangá, passando horas em cafés de quadrinhos.
Depois de se formar na Universidade Nacional de Seul com um Bacharelado em Artes em Comunicação, ele escreveu e dirigiu numerosos curtas-metragens, incluindo Our Sad Life e A Puff of Smoke. Em seguida, mudou-se para Los Angeles para estudar um Mestrado em Belas Artes em Produção de Cinema na Universidade do Sul da Califórnia.

## Carreira

### 2000-2010: Curta-metragens eMeu pai
Em 2000, Hwang Dong-hyuk começou sua carreira cinematográfica e completou dois curtas-metragens, Heaven & Hell e Desperation (2000). Seu filme de tese de graduação foi Miracle Mile (2004), um curta metragem estrelado por Karl Yune, como um taxista ilegal coreano-americano que ajuda sua passageira, uma jovem coreana (interpretada por Hana Kim), a procurar seu irmão, que foi adotado por americanos há 20 anos. O filme tem uma abordagem que combina drama e questões emocionais com uma forte conexão com a cultura e a identidade coreana. Miracle Mile foi um marco importante na carreira de Hwang Dong-hyuk, já que, além de ser seu filme de graduação, ele ganhou reconhecimento em diversos festivais internacionais. Miracle Mile foi exibido em mais de 40 festivais internacionais de cinema e ganhou vários prêmios, incluindo o Directores Guild of America Student Film Award e o Student Emmy Award.
Para a sua estreia no cinema, Hwang voltou ao tema da Adopção em Meu pai (2007). Baseado na história real do adotado coreano-americano Aaron Bates, o filme conta a história de um soldado do exército dos EUA estacionado na Coreia que aparece na televisão nacional em busca de seus pais biológicos, e depois encontra seu pai no Corredor de morte por assassinato. Kim Yeong-cheol interpretou o pai ao lado do ator principal Daniel Henney, que Hwang decidiu escalar apesar de Henney ser frequentemente visto em papéis de galã. Ambos os atores foram elogiados por suas atuações, assim como Hwang, que foi reconhecido por sua abordagem não melodramática sobre perdão e aceitação, entrelaçados com questões de identidade cultural e pena de morte.

### 2011-2020: Sucesso comercial com The Crucible (Silenced), Miss Granny e The Fortress
O segundo filme de Hwang se tornou uma das maiores histórias do cinema coreano em 2011. Baseado em um romance de Gong Ji-young e estrelado por Gong Yoo e Jung Yu-mi, The Crucible (também conhecido como Silenced) retrata eventos reais na Escola Gwangju Inhwa para surdos, onde jovens alunos foram cruelmente tratados e abusados sexualmente por seus professores e administradores.Hwang disse que deliberou por cerca de um mês sobre se deveria ou não fazer o filme, mas decidiu fazê-lo porque "Tem que ser dito". Hwang afirmou: "Eu pensei em duas coisas ao fazer este filme. Primeiro, queria que o mundo soubesse sobre esse incidente horrível. Em segundo lugar, queria expor os problemas estruturais da sociedade, como se revelaram durante o processo de como o caso foi enterrado. Os problemas retratados no filme - violência sexual contra crianças, laços corruptos entre a polícia e famílias influentes, negligência do dever pelos funcionários públicos - não são fictícios, mas podem ser vistos regularmente nas notícias diárias." O filme se tornou um grande sucesso de bilheteria na Coreia, atraindo 4,7 milhões de espectadores Mas, mais significativamente, provocou uma enorme reação pública e comentários, a ponto de o caso ser reaberto e os legisladores aprovarem a "Lei Dogani", que aboliu o prazo de prescrição para crimes sexuais contra menores e deficientes. Hwang disse: "Comecei a fazer filmes porque estava tão frustrado com todos esses problemas sociais não resolvidos que via. Podemos ver através dos filmes o quanto somos mudados pelo mundo. Não se pode mudar a sociedade com um único filme, mas, ao observar a repercussão do lançamento deste filme, podemos refletir sobre o poder que o cinema tem de afetar positivamente a sociedade."
Em uma grande mudança em relação aos seus filmes anteriores, o terceiro longa de Hwang, Miss Granny (intitulado Suspicious Girl em coreano), foca em uma mulher de 74 anos que recupera a aparência de sua versão de 20 anos (interpretada por Na Moon-hee e Shim Eun-kyung, respectivamente), em um filme que mistura comédia, drama familiar, música e romance. Hwang disse na coletiva de imprensa do filme de 2014: "With My Father and Silenced, eu sempre parecia estar fazendo filmes sociais com temas pesados, mas, na realidade, sou uma pessoa divertida. Desta vez, eu realmente queria fazer um filme feliz e leve." O forte boca a boca levou Miss Granny ao topo das bilheteiras, com mais de 8,65 milhões de ingressos vendidos.
Baseado no romance Namhansanseong de Kim Hoon (o título coreano do filme também), The Fortress é estrelado por Lee Byung-hun e Kim Yoon-seok como conselheiros rivais do Rei Injo em um momento crítico durante a Segunda invasão manchu da Coreia. Uma sutil turnê de força em um gênero totalmente diferente dos filmes anteriores de Hwang, o filme alcançou tanto sucesso popular quanto crítico, com 3,8 milhões de ingressos vendidos na Coreia, uma distribuição para 28 países e muitos prêmios em toda a Ásia.

### 2021-presente: Reconhecimento internacional com Squid Game
Por volta de 2008, Hwang havia tentado sem sucesso conseguir investimentos para um roteiro de filme que havia escrito, e ele, sua mãe e sua avó tiveram que fazer empréstimos para se manterem, mas ainda assim lutaram em meio à crise da dívida no país. Ele passava seu tempo livre em um Manhwabang (café de mangá coreano), lendo mangás de sobrevivência japoneses como Battle Royale, Liar Game e Gambling Apocalypse: Kaiji. Hwang comparou as dificuldades dos personagens nessas obras com a sua própria situação financeira e emocional naquele momento. Ele se viu refletindo sobre a possibilidade de entrar em um "jogo de sobrevivência" para ganhar dinheiro e sair das dívidas, o que o levou a escrever um roteiro de filme inspirado por esse conceito ao longo de 2009. O roteiro se concentrava na ideia de pessoas que, em situações extremas, são forçadas a competir por um prêmio monetário, e Hwang viu isso como uma metáfora para a competição impiedosa da vida real, especialmente no contexto da sociedade capitalista moderna. Hwang afirmou: "Eu queria escrever uma história que fosse uma alegoria ou fábula sobre a sociedade capitalista moderna, algo que retratasse uma competição extrema, algo como a competição extrema da vida. Mas eu queria que usasse o tipo de personagens que todos nós já conhecemos na vida real." Hwang temia que o enredo fosse "muito difícil de entender e bizarro" na época. Hwang deixou esse roteiro de lado sem que ninguém o aceitasse e, nos dez anos seguintes, completou com sucesso outros três filmes, incluindo o drama de crime Silenced (2011) e o drama histórico The Fortress (2017).
Na década de 2010, a Netflix teve um grande crescimento na audiência fora da América do Norte e começou a investir em produções em outras regiões, incluindo a Coreia. Em 2018, Ted Sarandos, co-CEO da Netflix, afirmou que a empresa estava buscando mais sucessos vindos de produções internacionais: "O mais empolgante para mim seria se o próximo Stranger Things viesse de fora dos Estados Unidos. Até agora, historicamente, nada de grande escala veio de outro lugar além de Hollywood."A Netflix abriu uma divisão na Ásia em 2018 e, enquanto ainda operava em um espaço temporário alugado em Seul, Hwang levou seu roteiro até eles. Kim Minyoung, uma das responsáveis pelo conteúdo da Netflix para as regiões asiáticas, reconheceu o talento de Hwang por meio de The Fortress e seus outros filmes, e ao ver seu roteiro para Squid Game, Kim sabia que a série seria ideal para o serviço. Kim comentou: "Estávamos procurando por programas diferentes do que tradicionalmente 'faz sucesso', e Squid Game era exatamente isso."  Em setembro de 2019, a Netflix anunciou formalmente que produziria a obra de Hwang como uma série original. Bela Bajaria, chefe das operações globais de televisão da Netflix, disse sobre o interesse da plataforma no trabalho de Hwang que "sabíamos que seria um grande sucesso na Coreia porque tinha um diretor bem conceituado com uma visão ousada", e acrescentou que "os K-Dramas também são bem aceitos em toda a Ásia". Sobre seu retorno ao projeto, Hwang comentou: "É uma história triste. Mas o motivo pelo qual eu voltei ao projeto é porque o mundo de há 10 anos se transformou em um lugar onde essas histórias inacreditáveis de sobrevivência se encaixam perfeitamente, e eu percebi que esse é o momento em que as pessoas vão achar essas histórias intrigantes e realistas." Hwang também acreditava que a Pandemia de COVID-19 impactou a disparidade econômica entre as classes na Coreia do Sul e disse que "todos esses pontos tornaram a história muito mais realista para as pessoas em comparação com uma década antes"

Logotipo internacional para oSquid Game

Com a encomenda da Netflix, o conceito original do filme foi expandido para uma série de nove episódios. Kim Minyoung, responsável pelo conteúdo da Netflix para as regiões asiáticas, comentou que havia "muito mais do que o que estava escrito no formato de 120 minutos. Então, trabalhamos juntos para transformá-lo em uma série." Hwang afirmou que conseguiu expandir o roteiro de maneira que ele "pudesse se concentrar nas relações entre as pessoas e nas histórias que cada um dos personagens tinha." IInicialmente, a Netflix havia nomeado a temporada como Round Six, em vez de Squid Game, como Hwang havia sugerido. De acordo com Kim Minyoung, embora soubessem que o nome "Squid Game" (jogo de polvo) seria familiar para os espectadores coreanos por causa do jogo infantil, ele "não teria ressoado com o público global, porque nem todo mundo entenderia". Por isso, optaram por usar Round Six, já que o nome se descrevia bem à natureza da competição. E foi assim que se denominou no Brasil. À medida que a produção avançava, Hwang insistiu para que a Netflix usasse Squid Game em vez de Round Six; seu nome enigmático e os visuais únicos ajudaram a atrair curiosos, segundo Kim. Quando Hwang escreveu a temporada, seu objetivo era que ela se tornasse a série mais assistida na Netflix nos Estados Unidos por pelo menos um dia. Hwang escreveu a temporada com oito episódios, um formato comum para outras séries da Netflix, mas descobriu que o material para o último episódio era mais longo do que o planejado, então ele foi dividido em dois episódios. Lee Jung-jae, que retrata Seong Gi-hun, lidera um elenco em ambas as temporadas da série.
Devido ao estresse de escrever e produzir a primeira temporada de nove episódios sozinho, Hwang inicialmente não tinha planos imediatos de escrever uma segunda temporada de Squid Game e não possuía planos bem desenvolvidos para uma história de continuação, dizendo que, se fosse escrever uma, provavelmente precisaria de uma equipe de roteiristas e diretores para ajudá-lo. No entanto, com o imenso sucesso da série, Hwang passou a considerar a possibilidade de uma segunda temporada em 2021. Em entrevista à CNN, ele comentou: "Ainda não há nada confirmado no momento, mas tantas pessoas estão entusiasmadas que estou realmente pensando nisso."  Hwang também mencionou em uma entrevista ao The Times que uma segunda temporada poderia se concentrar mais na história do Front Man, além de explorar mais sobre a polícia: "Acho que o problema com os policiais não é algo exclusivo da Coreia. Vejo isso nas notícias globais, que a polícia pode ser muito lenta para agir em certas situações — há mais vítimas ou a situação piora porque eles não agem rápido o suficiente. Esse foi um problema que eu queria levantar." Ele também disse que queria explorar mais a relação entre o enigmático Front Man e seu irmão policial, Hwang Jun-ho, além de aprofundar o passado do personagem recrutador (interpretado por Gong Yoo). Falando sobre os jogos que aparecem na temporada, Hwang disse: "Eles são mais uma vez jogos infantis simples com os quais muitas crianças na Coreia cresceram jogando. Lembro-me de estar no set e ser lembrado dos meus dias de infância", mas também queria tornar os jogos mais universalmente reconhecíveis desta vez. "Em muitos países ao redor do mundo, provavelmente há algum tipo de versão semelhante a esses jogos que você provavelmente jogou quando era criança... Eles vão ser fáceis de entender e jogar, e também muito divertidos." A segunda temporada foi lançada em 26 de dezembro de 2024, com a terceira e última temporada programada para ser lançada em 2025.
Devido ao sucesso de Squid Game, a Netflix trouxe os filmes anteriores de Hwang, Silenced, Miss Granny e The Fortress, para o serviço nos Estados Unidos e em outros países. Hwang ganhou um Emmy de Melhor Direção em Série Dramática em 2022 pela direção do episódio "Red Light, Green Light" de Squid Game, tornando-se o primeiro sul-coreano a ganhar um Emmy nessa categoria. Hwang recebeu a Ordem Geumgwan de Mérito Cultural do presidente Yoon Suk Yeol, a mais alta distinção concedida àqueles que contribuíram para a cultura e as artes. Hwang também trabalhou com a Netflix para criar um Mockumentary inspirado no sucesso de Squid Game, intitulado The Best Show on the Planet.Hwang disse que a comédia foi baseada em sua própria experiência de ser empurrado para os holofotes devido ao rápido sucesso de Squid Game. Em 2022, foi anunciado que Killing Old People Club seria o próximo filme de Hwang.

## Filmografia
| Ano       | Título                  | Diretor | Produtor | Escritor | Notas                                         |
| --------- | ----------------------- | ------- | -------- | -------- | --------------------------------------------- |
| 2000      | Our Sad Life            | Sim     | Não      | Sim      | Curta-metragem                                |
| 2000      | A Puff of Smoke         | Sim     | Não      | Sim      | Curta-metragem                                |
| 2000      | Heaven & Hell           | Sim     | Não      | Não      | Curta-metragem                                |
| 2000      | Desperation             | Sim     | Sim      | Sim      | Curta-metragem                                |
| 2000      | I Love Ultra Lotto      | Não     | Não      | Não      | Curta-metragem, diretor de fotografia, editor |
| 2004      | Big Time                | Não     | Não      | Não      | Curta-metragem, assistente de produção        |
| 2004      | Miracle Mile            | Sim     | Não      | Sim      | Curta-metragem, editor                        |
| 2005      | Truck Stop Diner        | Não     | Não      | Não      | Curta-metragem, ator, grip                    |
| 2007      | My Father               | Sim     | Não      | Sim      | Roteiro adaptado                              |
| 2011      | Silenced                | Sim     | Não      | Sim      |                                               |
| 2014      | Miss Granny             | Sim     | Não      | Não      |                                               |
| 2017      | The Fortress            | Sim     | Não      | Sim      |                                               |
| 2020      | Collectors              | Não     | Sim      | No       | Roteiro adaptado                              |
| 2021–2025 | Squid Game              | Sim     | Sim      | Sim      | Série original da Netflix, criador            |
| TBA       | Killing Old People Club | Sim     | TBA      | Sim      |                                               |

## Prêmios e indicações
| Cerimônia de premiação                                               | Ano  | Categoria                                   | Candidato / Trabalho                                 | Resultado | Ref.          |
| -------------------------------------------------------------------- | ---- | ------------------------------------------- | ---------------------------------------------------- | --------- | ------------- |
| Prêmios Baeksang Arts                                                | 2018 | Melhor Diretor                              | The Fortress                                         | Indicado  | [ 38 ]        |
| Prêmios Baeksang Arts                                                | 2022 | Melhor Diretor                              | Squid Game                                           | Venceu    | [ 39 ]        |
| Prêmios Baeksang Arts                                                | 2022 | Melhor roteiro                              | Squid Game                                           | Indicado  | [ 40 ]        |
| Prêmio de Bela Artista (Fundação Shin Young-kyun de Artes e Cultura) | 2021 | Prêmio de artista de cinema                 | Hwang Dong-hyuk                                      | Venceu    | [ 41 ]        |
| Prêmios Blue Dragon                                                  | 2007 | Melhor novo diretor                         | My Father                                            | Indicado  | [ 42 ]        |
| Prêmios Blue Dragon                                                  | 2011 | Melhor Diretor                              | Silenced                                             | Indicado  | [ 42 ]        |
| Prêmios Blue Dragon                                                  | 2011 | Melhor roteiro                              | Silenced                                             | Indicado  | [ 43 ]        |
| Prêmios Blue Dragon                                                  | 2014 | Melhor Diretor                              | Miss Granny                                          | Indicado  | [ 44 ]        |
| Prêmios Blue Dragon                                                  | 2017 | Melhor roteiro                              | The Fortress                                         | Indicado  | [ 45 ]        |
| Prêmios Blue Dragon                                                  | 2017 | Melhor roteiro                              | The Fortress                                         | Venceu    | [ 45 ]        |
| Prêmios de cinema Buil                                               | 2018 | Melhor diretor                              | The Fortress                                         | Indicado  | [ 46 ]        |
| Prêmios de cinema Buil                                               | 2018 | Melhor roteiro                              | The Fortress                                         | Indicado  | [ 46 ]        |
| Prêmios de Arte Cinematográfica Chunsa                               | 2018 | Melhor diretor                              | The Fortress                                         | Venceu    | [ 47 ]        |
| Prêmio Escolha da Crítica Cinema e Televisão da Ásia e do Pacífico   | 2022 | Prêmio de Diretor para TV                   | Squid Game                                           | Venceu    | [ 48 ]        |
| Prêmios de Direção                                                   | 2022 | Melhor diretor da série                     | Squid Game                                           | Venceu    | [ 49 ] [ 50 ] |
| Prêmios de Direção                                                   | 2022 | Melhor roteiro da série                     | Squid Game                                           | Venceu    | [ 49 ] [ 50 ] |
| Prêmios Grand Bell                                                   | 2018 | Melhor Diretor                              | The Fortress                                         | Indicado  | [ 51 ]        |
| Prêmios Grand Bell                                                   | 2018 | Melhor roteiro                              | The Fortress                                         | Indicado  | [ 51 ]        |
| Gotham Awards                                                        | 2021 | Série Breakthrough – Formato Longo          | Hwang Dong-hyuk (com Kim Ji-yeon) (with Kim Ji-yeon) | Venceu    | [ 52 ]        |
| Prêmios de TV da Hollywood Critics Association                       | 2022 | Melhor Direção em Série de Streaming, Drama | "Red Light, Green Light" (Squid Game)                | Indicado  | [ 53 ]        |
| Prêmios de TV da Hollywood Critics Association                       | 2022 | Melhor Roteiro em Série de Streaming, Drama | "One Lucky Day" (Squid Game)                         | Indicado  | [ 53 ]        |
| Prêmio de Imagem da Coreia                                           | 2022 | Prêmio Steping Stone                        | Hwang Dong-hyuk                                      | Venceu    | [ 54 ]        |
| Prêmios da Associação Coreana de Críticos de Cinema                  | 2017 | Melhor Diretor                              | The Fortress                                         | Venceu    | [ 55 ]        |
| Prêmios Max Movie                                                    | 2015 | Melhor Diretor                              | Miss Granny                                          | Indicado  | [ 56 ]        |
| Prêmio de Inovação da Fundação Pony Chung                            | 2022 | Prêmio de Inovação Pony Chung               | Hwang Dong-hyuk                                      | Venceu    | [ 57 ]        |
| Primetime Emmy Awards                                                | 2022 | Melhor Direção para Série Dramática         | "Red Light, Green Light" (Squid Game)                | Venceu    | [ 58 ]        |
| Primetime Emmy Awards                                                | 2022 | Melhor Roteiro para Série Dramática         | "One Lucky Day" (Squid Game)                         | Indicado  | [ 58 ]        |
| Prêmios Visionary                                                    | 2021 | 2021 Visionário                             | Hwang Dong-hyuk                                      | Venceu    |               |
| Festival de Cinema de Udine Far East                                 | 2012 | Prêmio de Audiência                         | Silenced                                             | Venceu    |               |
| Festival de Cinema de Udine Far East                                 | 2012 | Prêmio do Público do Dragão Negro           | Silenced                                             | Venceu    |               |

### Lista de produtos
| Organização                   | Ano  | Prêmio                                 | Ref.   |
| ----------------------------- | ---- | -------------------------------------- | ------ |
| Bloomberg Businessweek        | 2021 | 50 pessoas do ano                      | [ 60 ] |
| The Straits Times (Cingapura) | 2021 | Os tempos do Estreito Asiático do Ano  | [ 61 ] |
| Tempo                         | 2022 | As 100 pessoas mais influentes de 2022 | [ 62 ] |

### Honras do Estado
| País ou organização | Ano  | Honra ou Prêmio                      | Ref.  |
| ------------------- | ---- | ------------------------------------ | ----- |
| Coreia do Sul       | 2022 | Ordem de Mérito Cultural de Geumgwan | [ 3 ] |